# قائمة الثورات والحروب الأهلية الساسانية
قائمة الثورات والحروب الأهلية الساسانية
هذه قائمة بـ حرب أهلية أو أعمال اضطراب مدنية منظمة أخرى شهدتها الإمبراطورية الساسانية (224–651). يُعرف الاضطراب المدني المنظم بأنه أي نزاع وقع داخل حدود الإمبراطورية الساسانية، يشترك فيه على الأقل زعيم معارض واحد ضد الحكومة الحاكمة.

## القرن الثالث
- 281-283: تمرد هورمز السقسقاني.
- 293: تمرد نرسي.

## القرن الخامس
- 26 مايو 451: تمرد الأرمن المسيحي.
- 459-463: تمرد فاتش الثاني  [لغات أخرى]‏.
- 485: تمرد زرير  [لغات أخرى]‏.

## القرن السادس
- 530 أو 537: تمرد كيوس (الإمبراطورية الساسانية).
- 550: تمرد نوشزاد  [لغات أخرى]‏.
- 589-591: الحرب الأهلية الساسانية.
- 591–596 أو 594/5–600: تمرد ويستهم.

## القرن السابع
- 595-602: تمرد ويستهم.
- 23–25 فبراير 628: تمرد قباد الثاني.
- 628-632: الحرب الأهلية الساسانية.
- 27 أبريل 629: تمرد وانقلاب شهربراز.
- 17 يونيو 629: الإطاحة بـشهربراز على يد بوران دخت.
- 630: محاولة انفراد بالحكم من قبل كسرى الثالث.
- 630: انفراد بالحكم بواسطة سابور الخامس.
- 630: محاولة انفراد بالحكم من قبل بيروز الثاني.
- 630: الإطاحة بـسابور الخامس على يد فرخ هرمز، واستيلاء آزرمي دخت على العرش بنجاح.
- 630: محاولة انفراد بالحكم من قبل فرخ هرمز.
- 630: محاولة انفراد بالحكم من قبل هرمز السادس.
- 631: محاولة انفراد بالحكم من قبل كسرى الرابع.
- 631: انقلاب ناجح من قبل رستم فرخزاد؛ يُقتل آزرمي دخت وتُعاد بوران دخت إلى العرش.
- 632: تمرد بيروز خسرو؛ تُقتل بوران دخت ويتولى يزدجرد الثالث العرش في Ērānshahr.